# Taft Coliseum
Taft Coliseum, tidigare Fairgrounds Coliseum och Ohio Expo Center Coliseum, är en inomhusarena i den amerikanska staden Columbus i delstaten Ohio. Den har en publikkapacitet på 5 003 åskådare. Inomhusarenan invigdes 1918 och genomgick en större renovering 2005. Sedan 2010 är den namngiven efter Bob Taft, som var Ohios guvernör mellan 1999 och 2006. Den har använts som hemmaarena till ishockeylagen Columbus Checkers, Columbus Golden Seals, Columbus Owls och Columbus Chill samt basketlaget för Ohio State Buckeyes.